# Assemblée de Heidelberg

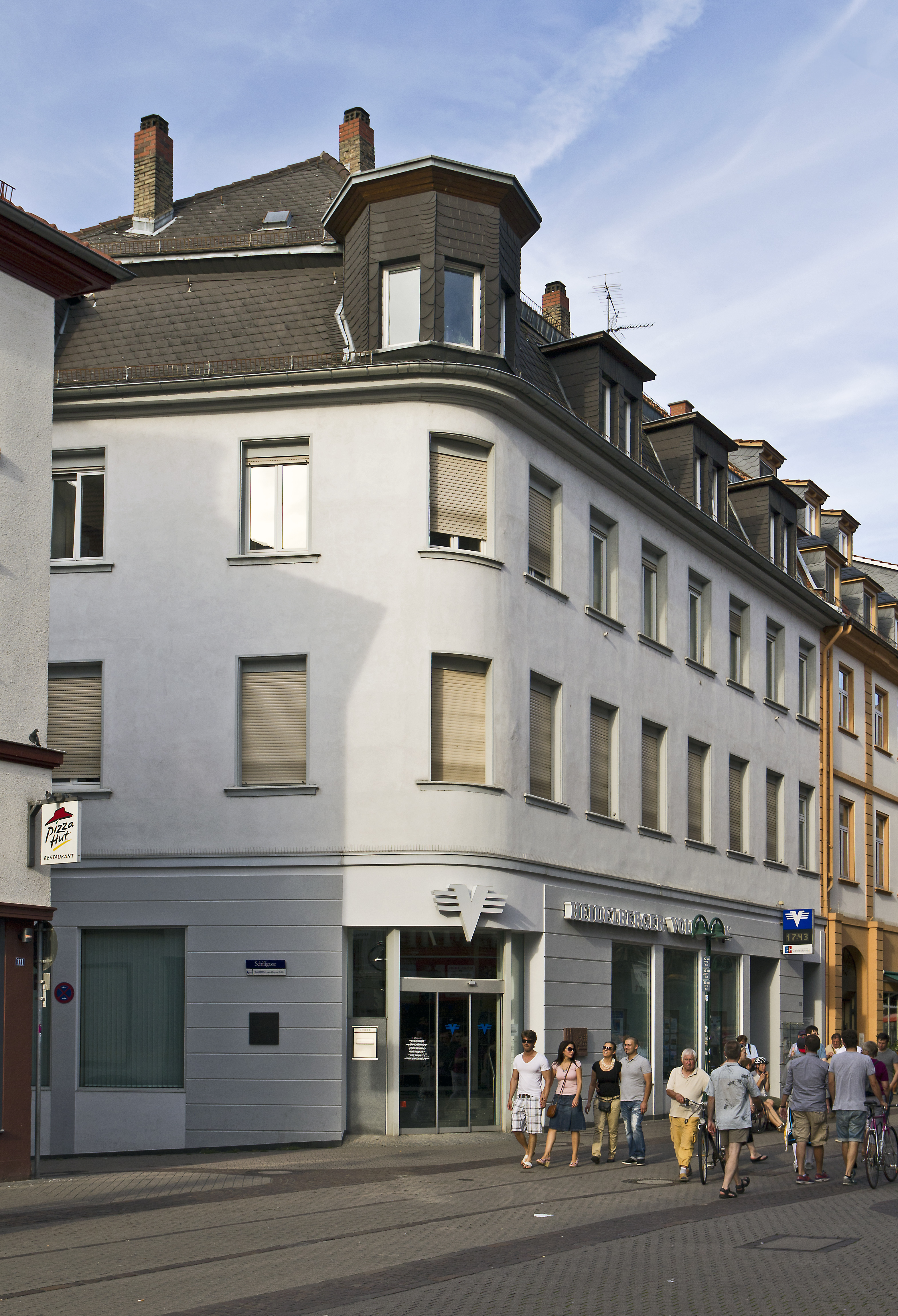
Le Badischer Hof en septembre 2011

L'Assemblée de Heidelberg du 5 mars 1848 est une réunion d'hommes politiques démocrates et de libéraux allemands qui a eu lieu dans l'auberge Badischer Hof de Heidelberg. 
Elle réunit 51 participants et est organisée par Johann Adam von Itzstein.
Elle est connue pour avoir donné l'impulsion nécessaire à la création d'un pré-parlement qui lui-même prépare la voie au Parlement de Francfort.
La plupart des participants viennent des États parlementaires du sud de l'Allemagne. À la différence de la réunion d'Heppenheim, réservée aux libéraux, celle de Heidelberg réunit des membres de divers horizons politiques au sein de l'opposition nationaliste allemande.
Un compte rendu de la réunion est rédigé par Gervinus et publié dans le Deutsche Zeitung, un journal libéral. 
Le principal résultat de la réunion est la mise en place, sur proposition de Welcker, d'un comité des sept, qui doit envoyer les invitations pour la formation du pré-parlement qui doit se réunir à Francfort-sur-le-Main. 
Par ailleurs la réunion décide de prendre position pour la France et contre la Russie sur le plan de la politique étrangère. 
La voie à suivre pour parvenir à un État-nation parlementaire est par contre sujet à débat.
Alors que Stuve veut que cet État soit dirigé par une directoire inspiré de la « démocratie sociale » américaine, une majorité de l'assemblée et Gagern en particulier
refuse de mener une révolution et préfère la solution plus modérée de la monarchie constitutionnelle.

## Liste des participants
- Friedrich Daniel Bassermann
- Lorenz Brentano
- Josef Brunck (de)
- Rudolph Eduard Christmann (de)
- Carl August Friedrich Fetzer (de)
- Georg Gottfried Gervinus
- Heinrich von Gagern
- Ludwig Häusser
- David Hansemann
- Friedrich Hecker
- Christian Heldmann (de)
- Adam von Itzstein
- Friedrich Siegmund Jucho (de)
- Friedrich Theodor Langen (de)
- Karl Mathy
- Carl Mittermaier
- Joseph Ignatz Peter (de)
- Friedrich Römer
- Wilhelm Sachs (de)
- Alexander von Soiron
- Georg Jacob Stockinger (de)
- Gustav Struve
- Carl Theodor Welcker
- Philipp Wilhelm Wernher (de)